# Kaknäs
Kaknäs var en forntida by som låg i den nuvarande stadsdelen Ladugårdsgärdet  i Stockholm. Byn omfattade den sydöstra delen av Ladugårdsgärdet och gav även namn åt nyare bebyggelse bestående av några villor från 1700- och 1800-talen vid Lilla Värtan.

## Beskrivning

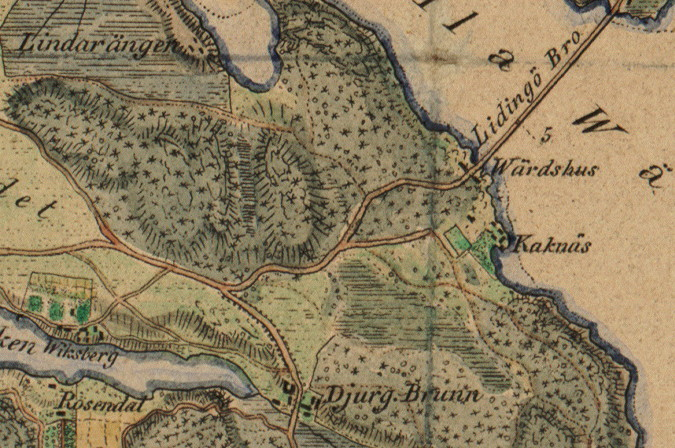
Kaknäsområdet 1817.

Kaknäs hör till de äldsta namnen på Djurgården. På 1430-talet omtalas det som Kakunæs och 1733 finns Kaknäs med i en förteckning över krogar (se Villa Kaknäs). 
På Kaknäsområdet finns Djurgårdens största gravfält, med trettio synliga gravar från yngre järnåldern (375–1050 e.Kr.). Gravarna utgörs av elva gravhögar och 19, mestadels runda, stensättningar. En av gravarna vid Kaknäs har blivit undersökt, den daterades till vikingatiden och innehöll brända ben, rester av ett lerkärl och järnnitar. På forntiden var området en ö, helt omfluten av vatten.
Gravfälten placerades ofta i anslutning till gårdar och byar. Man levde och dog på samma ställe. Troligen hette gården Kaknäs. Kaknäs gård är känd sedan 1435. Först vid slutet av 1000-talet, i samband med införandet av kristendomen i Sverige, infördes gemensamma kyrkogårdar vid kyrkor och de gamla gårdsgravfälten övergavs. Enligt Stockholms gatunamn är en av förklaringarna till namnet "Kaknäs" näset som ger kaka (alltså bröd, skörd). Förklaringen anses dock som osäker eftersom man inte exakt vet vad efterleden näs syftar på.
Platsen har i modern tid gett namn åt Kaknästornet, knutpunkten för marksänd radio och TV i Sverige, och åt idrottsplatsen Kaknäs IP. På området låg också Kaknäs skjutbanor som avvecklades 1998 och som användes vid Olympiska sommarspelen 1912 i Stockholm. Därefter nyttjades anläggningen främst av militären i Stockholmsområdet (exempelvis K 1) och av privata skytteklubbar. Numera är alla delar av området (skjutvall, sandväggar och liknande) borttagna och inget påminner om skjutbanan. De byggnader (före detta Fanjunkarbostället) som fanns på området har renoverats och används idag av en förskola och en hundklubb. Området kallas nu Kaknäs ängar och är avsett för natur- och friluftsliv.

## Bilder

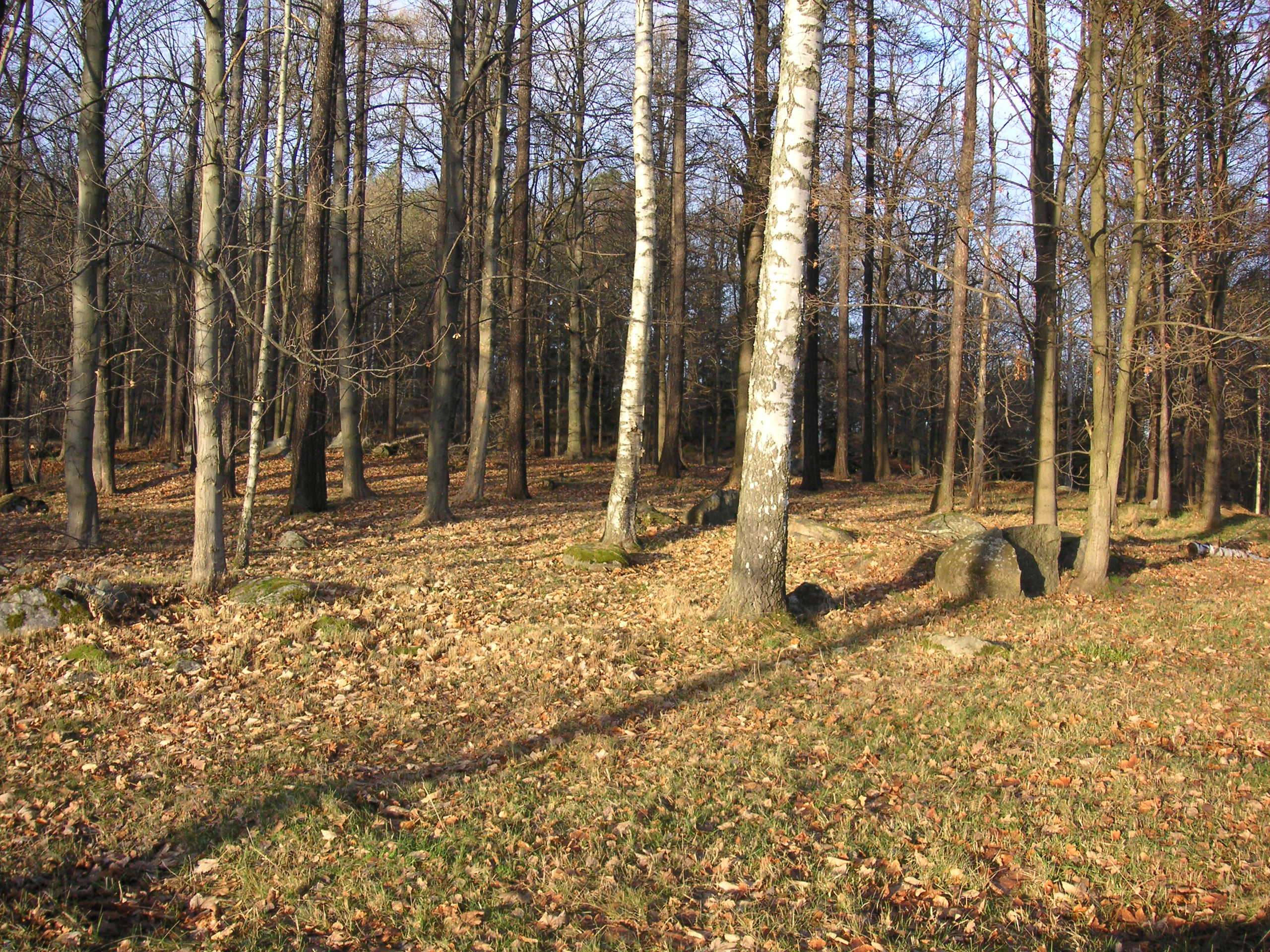
Kaknäs järnåldersgravfält
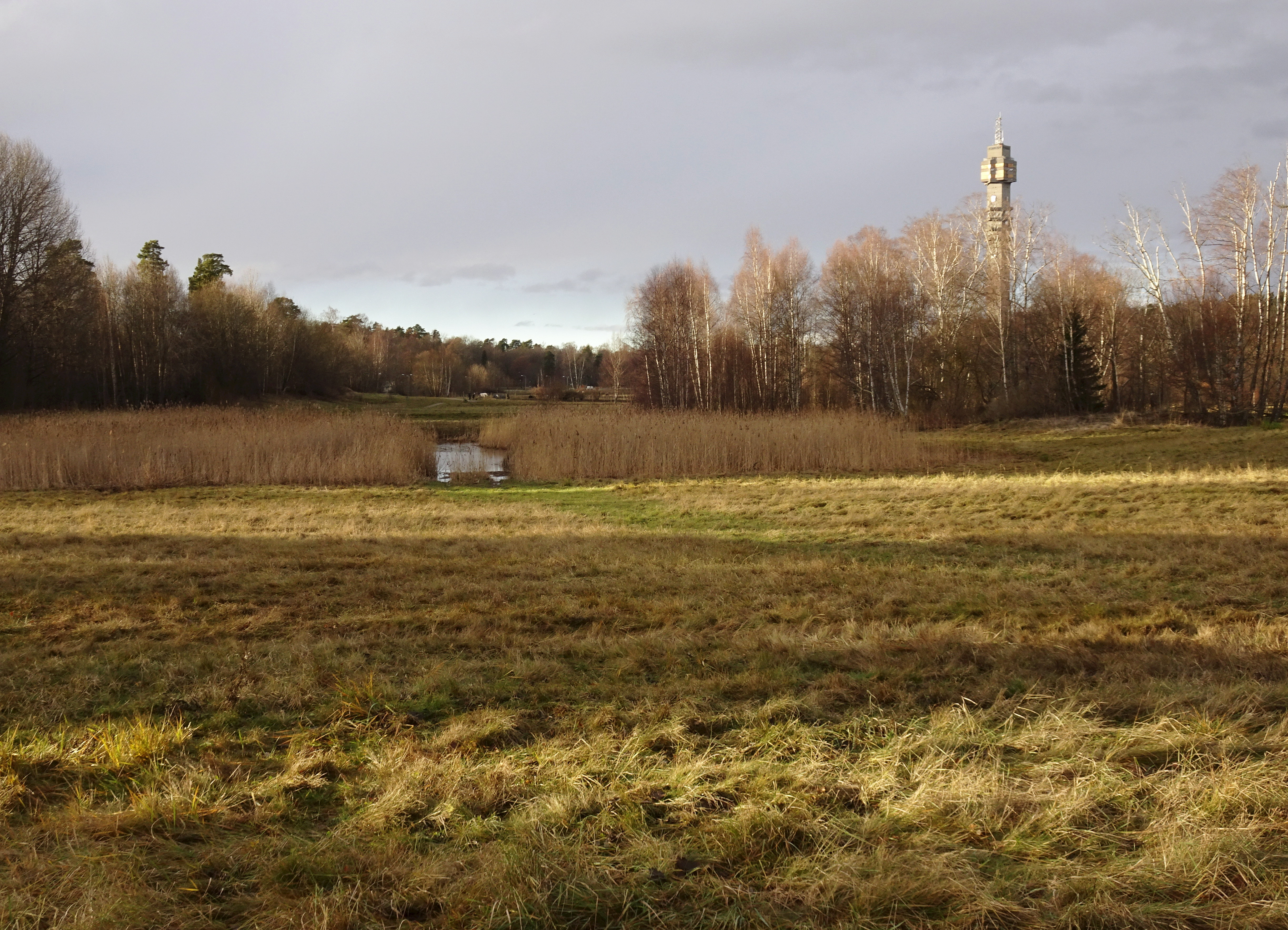
Kaknäs ängar med Kaknästornet
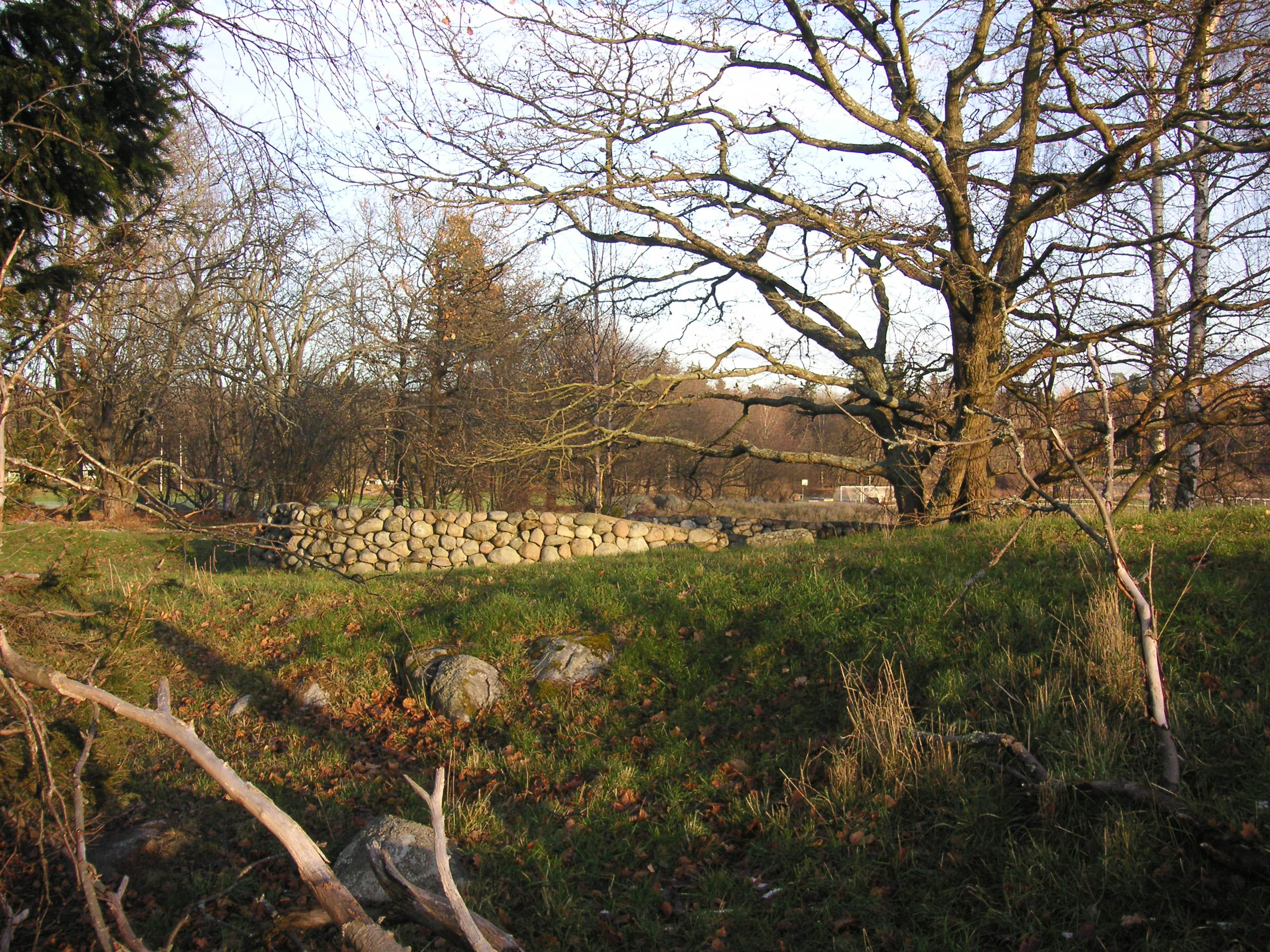
Kaknäsområdet söder om Kaknäsvägen
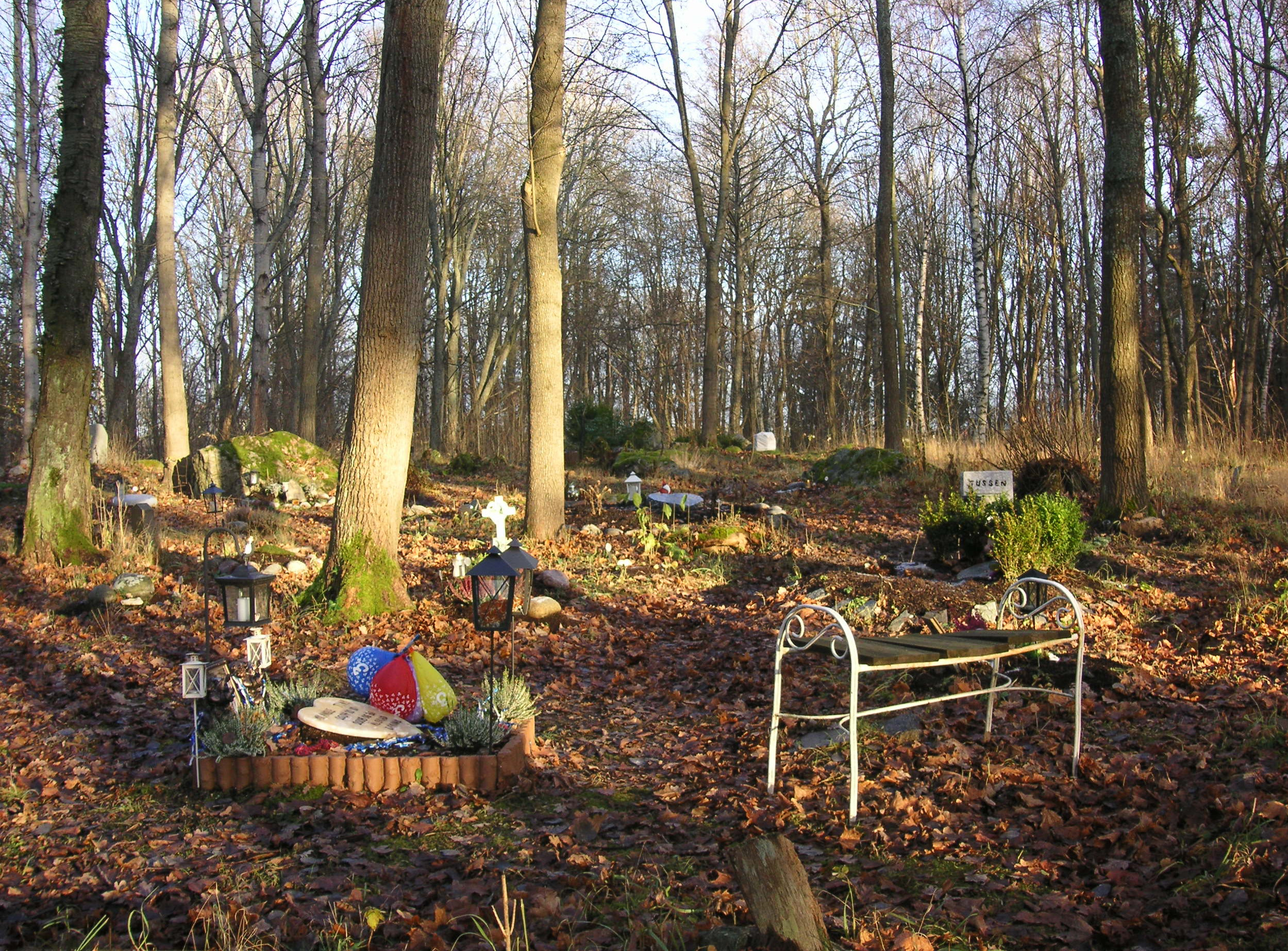
Kaknäs djurkyrkogård
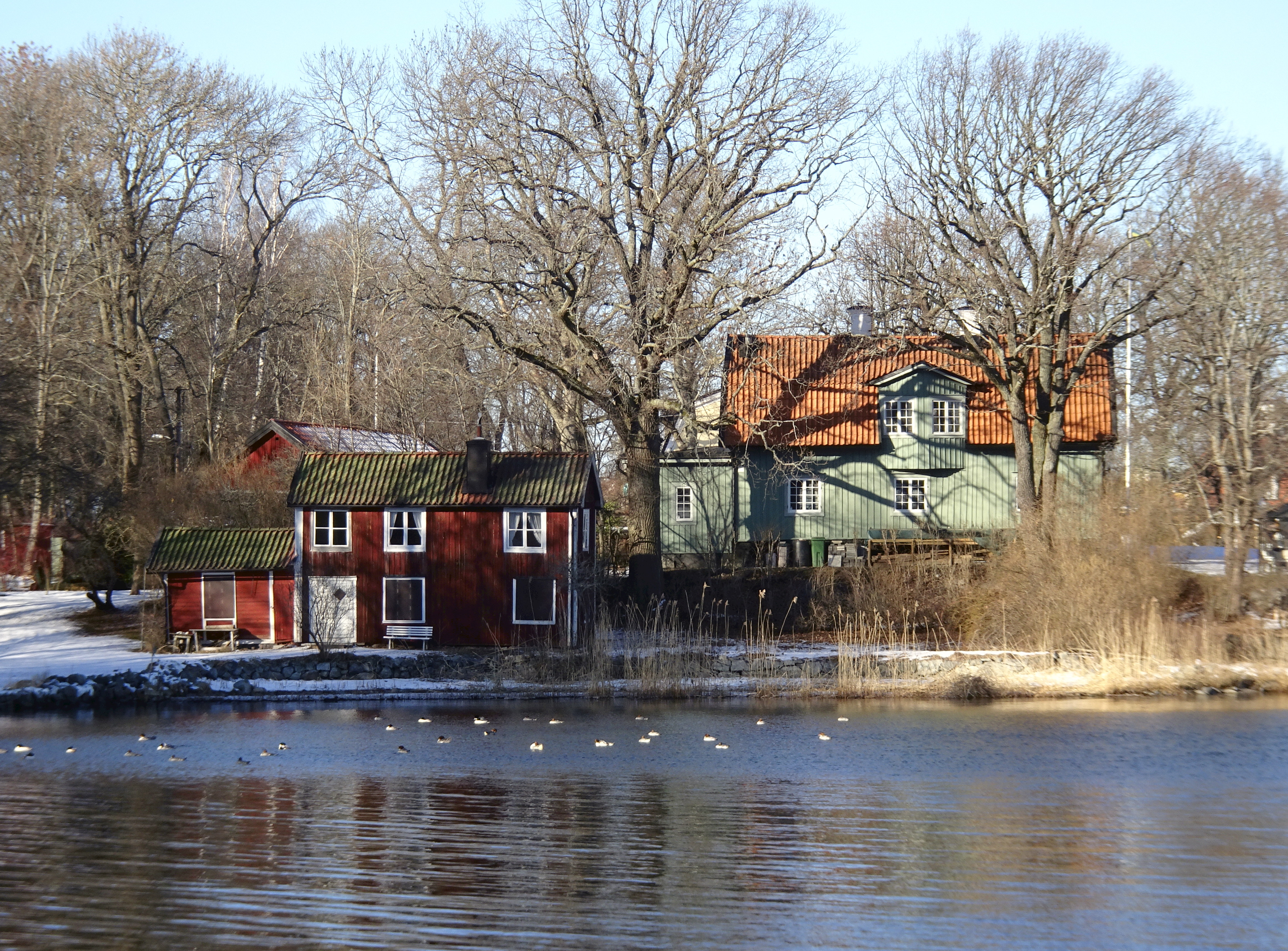
Villa Kaknäs vid Lilla Värtan